# Урень

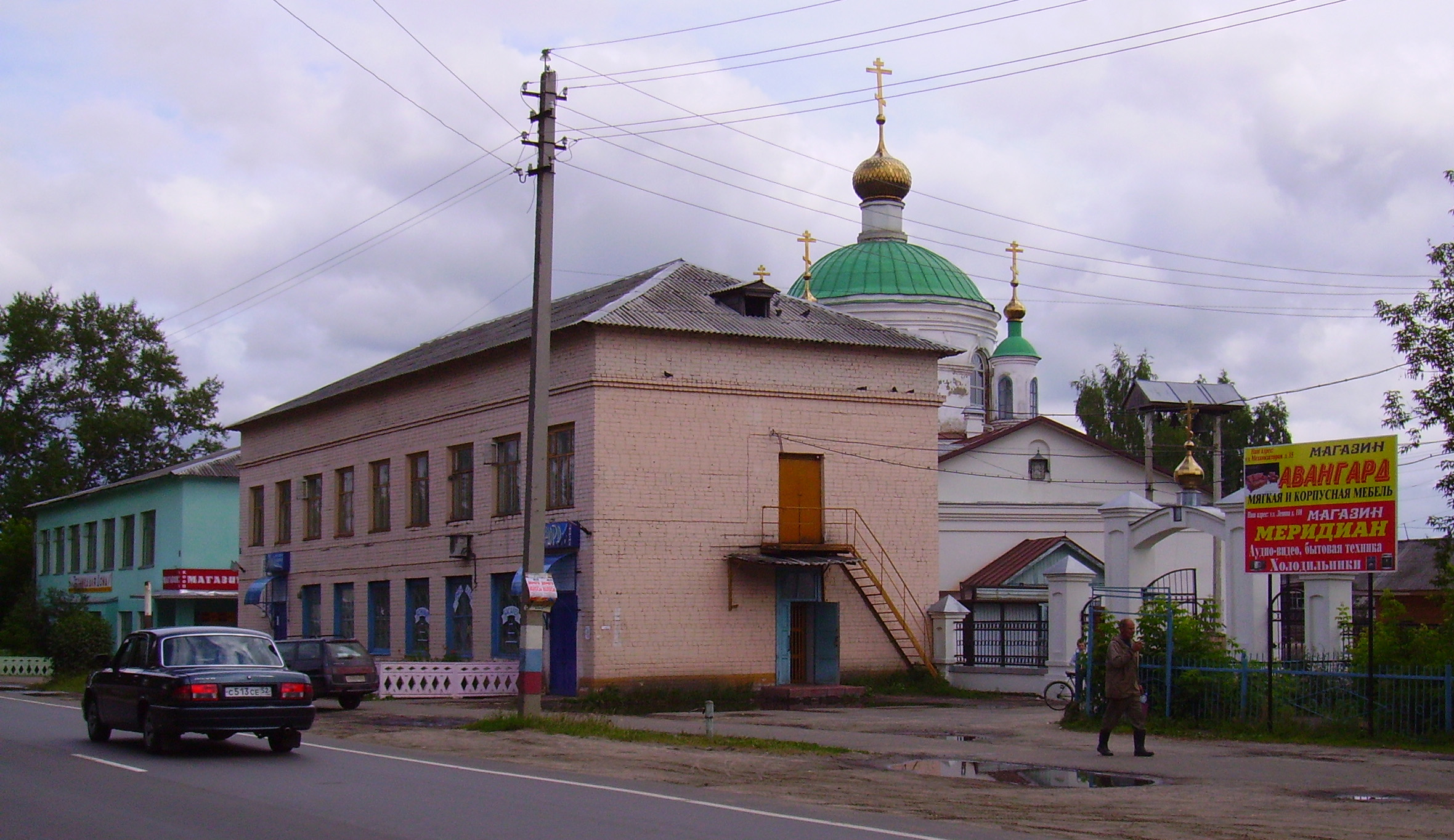
Храм Трьох Святителів

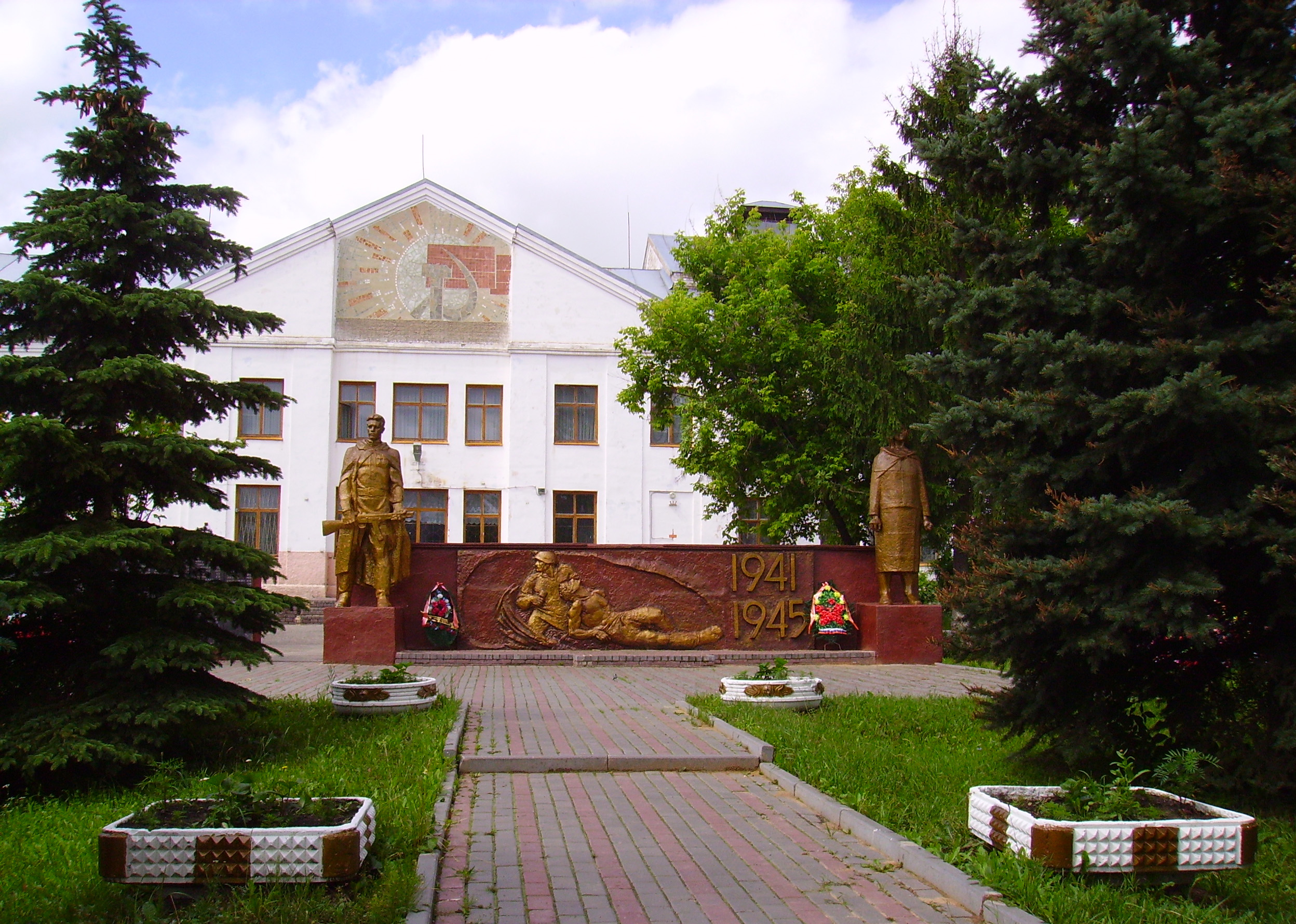
Пам'ятник полеглим у Великій Вітчизняній війні

Уре́нь — місто (з 1973) в Нижньогородській області Росії, адміністративний центр Уренського району.
Назва міста за походженням — марійська, пов'язана з особовим ім'ям Ур (у перекладі означає «білка»).
Населення — 12 450 чол. (на 2021 р.).

## Географія
Місто розташоване за 190 км на північ від Нижнього Новгорода на шосе Нижній Новгород— Кіров, новому напрямку Транссибу. Стоїть на правому високому березі річки Усти.

## Історія
Відоме з 1719 як село Трьохсвятське. Населення спочатку складалося зі старовірів, займалося вирубним землеробством, скотарством. У XIX ст. — кустарно-торгове село. З середини 1920-х років відкрито регулярне пасажирське сполучення залізницею.
Робітниче селище з 1959.

## Населення
| 1916    | 1959    | 1970    | 1979    | 1989    | 1992    | 1996    |
| ------- | ------- | ------- | ------- | ------- | ------- | ------- |
| 1342    | ↗10 762 | ↘10 591 | ↗13 116 | ↗13 560 | ↘13 500 | ↘13 400 |
| 1998    | 2000    | 2001    | 2002    | 2005    | 2006    | 2007    |
| ↘13 200 | →13 200 | ↘13 100 | ↘12 558 | ↘12 200 | ↘12 000 | ↘11 800 |
| 2008    | 2009    | 2010    | 2011    | 2012    | 2013    | 2014    |
| ↘11 759 | ↘11 635 | ↗12 304 | ↘12 276 | ↘12 129 | ↘12 088 | ↘12 066 |
| 2015    | 2016    | 2017    |         |         |         |         |
| ↗12 137 | ↗12 257 | ↗12 385 |         |         |         |         |

## Економіка
У місті — біохімічний завод, промкомбінат, що випускає меблі, швейна фабрика, маслозавод, хлібозавод.

### Транспорт
Урень — вузол автомобільних доріг, де починається магістральне шосе Урень—Котлас. У місті функціонує залізнична станція Урень.

## Відомі люди
У місті бували Павло Іванович Мельников-Печерський, Писемський Олексій Феофілактович, Михайло Михайлович Пришвін, Миколаєва Галина Євгеніївна.